# Mattia Pinazzi
Mattia Pinazzi (* 4. April 2001 in Colorno) ist ein italienischer Radrennfahrer.

## Sportlicher Werdegang
Bereits als Junior machte Pinazzi auf nationaler Ebene auf sich aufmerksam, 2018 und 2019 stand er 20-mal auf dem Podium, achtmal davon als Sieger. Nach dem Wechsel in die U23 wurde er zur Saison 2000 Mitglied im Team Biesse Arvedi. Nach einer Pause ohne Wettkämpfe in der Saison 2020 konnte er ab der Saison 2021 sowohl auf der Straße als auch auf der Bahn Erfolge einfahren. Auf der Bahn holte er neben zwei nationalen Titeln im Scratch und Zweier-Mannschaftsfahren bei den U23-Europameisterschaften 2022 mit Davide Boscaro, Manlio Moro und Niccolò Galli den Titel in der Mannschaftsverfolgung. In der Elite belegte er bei den Europameisterschaften 2022 den vierten Platz im Punktefahren.
Auf der Straße gewann Pinazzi 2021 und 2022 jeweils zwei Rennen des nationalen Kalenders. Nachdem er beim Circuito del Porto-Trofeo Arvedi 2022 bereits den zweiten Platz belegt hatte, entschied er die 2023er Ausgabe des Rennens für sich und feierte damit seinen ersten Sieg bei einem UCI-Rennen.
Nach vier Jahren bei Arvedi erhielt Pinazzi zur Saison 2024 einen Vertrag beim italienischen UCI ProTeam Green Project-Bardiani CSF-Faizanè. Seinen ersten Profi-Sieg erzielte er mit dem Gewinn der ersten Etappe der Istrian Spring Trophy.

## Erfolge

### Bahn
2021
- Italienischer Meister – Scratch
- U23-Europameisterschaft – Punktefahren

2022
- U23-Europameister – Mannschaftsverfolgung (mit Davide Boscaro, Manlio Moro und Niccolò Galli)
- Italienischer Meister – Zweier-Mannschaftsfahren (mit Davide Plebani)

2023
- U23-Europameisterschaft – Mannschaftsverfolgung (mit Samuel Quaranta, Niccolò Galli und Bryan Olivo)

### Straße
2023
- Circuito del Porto-Trofeo Arvedi

2024
- eine Etappe Istrian Spring Trophy